# Novion-Porcien
Novion-Porcien és un municipi francès situat al departament de les Ardenes i a la regió del Gran Est. L'any 2007 tenia 494 habitants.

## Demografia

### Població
El 2007 la població de fet de Novion-Porcien era de 494 persones. Hi havia 188 famílies de les quals 44 eren unipersonals (8 homes vivint sols i 36 dones vivint soles), 56 parelles sense fills, 72 parelles amb fills i 16 famílies monoparentals amb fills.
La població ha evolucionat segons el següent gràfic:
Habitants censats

### Habitatges
El 2007 hi havia 215 habitatges, 189 eren l'habitatge principal de la família, 13 eren segones residències i 12 estaven desocupats. 203 eren cases i 12 eren apartaments. Dels 189 habitatges principals, 150 estaven ocupats pels seus propietaris, 22 estaven llogats i ocupats pels llogaters i 17 estaven cedits a títol gratuït; 1 tenia una cambra, 4 en tenien dues, 9 en tenien tres, 43 en tenien quatre i 132 en tenien cinc o més. 153 habitatges disposaven pel capbaix d'una plaça de pàrquing. A 99 habitatges hi havia un automòbil i a 77 n'hi havia dos o més.

### Piràmide de població
La piràmide de població per edats i sexe el 2009 era:
| Homes | Edats   | Dones |
| ----- | ------- | ----- |
| 0     | 95 o +  | 4     |
| 0     | 90 a 94 | 0     |
| 4     | 85 a 89 | 0     |
| 4     | 80 a 84 | 4     |
| 8     | 75 a 79 | 8     |
| 12    | 70 a 74 | 4     |
| 16    | 65 a 69 | 16    |
| 4     | 60 a 64 | 12    |
| 12    | 55 a 59 | 8     |
| 12    | 50 a 54 | 24    |
| 24    | 45 a 49 | 28    |
| 28    | 40 a 44 | 20    |
| 28    | 35 a 39 | 28    |
| 20    | 30 a 34 | 8     |
| 4     | 25 a 29 | 4     |
| 14    | 20 a 24 | 8     |
| 9     | 15 a 19 | 40    |
| 24    | 10 a 14 | 24    |
| 36    | 5 a 9   | 8     |
| 4     | 0 a 4   | 4     |

## Economia
El 2007 la població en edat de treballar era de 330 persones, 239 eren actives i 91 eren inactives. De les 239 persones actives 218 estaven ocupades (126 homes i 92 dones) i 21 estaven aturades (8 homes i 13 dones). De les 91 persones inactives 15 estaven jubilades, 38 estaven estudiant i 38 estaven classificades com a «altres inactius».

### Ingressos
El 2009 a Novion-Porcien hi havia 190 unitats fiscals que integraven 533 persones, la mediana anual d'ingressos fiscals per persona era de 16.744 €.

### Activitats econòmiques
Dels 24  establiments que hi havia el 2007, 1 era d'una empresa extractiva, 6 d'empreses de construcció, 8 d'empreses de comerç i reparació d'automòbils, 3 d'empreses de transport, 1 d'una empresa d'hostatgeria i restauració, 2 d'empreses financeres, 1 d'una empresa de serveis i 2 d'entitats de l'administració pública.
Dels 8 establiments de servei als particulars que hi havia el 2009, 1 era una gendarmeria, 1 una oficina bancària, 1 guixaire pintor, 1 fusteria, 2 lampisteries, 1 electricista i 1 restaurant.
Dels 2 establiments comercials que hi havia el 2009, 1 era una botiga de més de 120 m² i 1 una joieria.
L'any 2000 a Novion-Porcien hi havia 23 explotacions agrícoles que ocupaven un total de 1.755 hectàrees.

## Equipaments sanitaris i escolars
El 2009 hi havia una escola elemental.

## Poblacions més properes
El següent diagrama mostra les poblacions més properes.